# Morito Morishima
Morito Morishima (森島守人, Morishima Morito) (Kanazawa, 16 de Fevereiro de 1896 –  17 de Fevereiro de 1975) foi um diplomata e político japonês, embaixador do Japão em Lisboa durante a Segunda Guerra Mundial.

## Biografia
Filho primogénito de um médico, Hiko Morishima e de sua mulher, iniciou os estudos em Kanazawa, frequentou o ensino secundário na Dai'ichi Kōtō Gakkō, em Tóquio, e formou-se em Direito, em 1919, pela Universidade Imperial de Tóquio. Ingressou, no mesmo ano, no Ministério dos Negócios Estrangeiros.
De 1928 a 1935, exerceu as funções de cônsul-general em Mukden e Harbin. Entre 1935 e 1937, foi primeiro secretário na Embaixada do Japão na Alemanha. Em Abril de 1937 ocupou o cargo de director-geral do Gabinete da Ásia Oriental no Ministério dos Negócios Estrangeiros em Tóquio e, no mês seguinte, foi conselheiro na Embaixada em Pequim e Xangai. De 1937 a 1939 foi Conselheiro na Embaixada do Japão em Washington, e, entre 1939 e 1942, foi cônsul-geral do Japão em Nova Iorque. De Setembro de 1942 até Janeiro de 1946 foi embaixador do Japão em Lisboa, no período em que Timor-Leste esteve ocupado por tropas japonesas, durante a Segunda Guerra Mundial.
Regressou ao Japão em Abril de 1946 e demitiu-se do Ministério dos Negócios Estrangeiros. Em 1955 foi eleito deputado pelo Partido Socialista do Japão à Câmara dos Representantes e cumpriu três mandatos. Como membro do Partido  Socialista do Japão, foi secretário-geral da Secretaria Internacional do Partido, director do departamento de Delegações e director do Conselho Político dos Negócios Estrangeiros.
Após a Segunda Guerra Mundial, o governo japonês incentivou os seus diplomatas a escreverem as suas memórias e, tal como muitos outros, Morishima Morito passou a escrito as experiências por que passou desde a Manchúria até ao final da guerra.
Divididas em dois volumes, estas memórias são a todos os níveis espantosas, pois reflectem o pensamento lúcido de um homem que sabia que o seu país caminhava para o abismo, que criticava o regime militar que governava o Japão mas que, como diplomata e patriota, continuava a cumprir as orientações, e de um pacifista que, no final das suas memórias, apresenta um esboço daquilo que considera ser a política externa que o Japão deverá seguir.

## Obras
- Conspiração, assassínio, sabre – memórias de um diplomata (陰謀・暗殺・軍刀 – 一外交官の回想) Iwanami Shoten, 1950
- Pearl Harbor, Lisboa, Tóquio – memórias de um diplomata (真珠湾・リスボン・東京 - 続一外交官の回想) Iwanami Shoten, 1950 (traduzido para português: Ad  Literam, 2017).